# Hennepnetelnetwants
De hennepnetelnetwants (Tingis pilosa) is een wants uit de familie van de Tingidae (Netwantsen). De soort werd het eerst wetenschappelijk beschreven door Arvid David Hummel in 1825.

## Uiterlijk
De langwerpig ovaal gevormde wants kan 3.5 tot 4 mm lang worden en is altijd langvleugelig (macropteer). Net als de andere netwantsen hebben de vleugels van deze wants een fijnmazig netwerkpatroon van aders, bij Tingis-soorten zijn deze vleugeladers op diverse plekken gevlekt. De randvelden van het halsschild zijn niet naar voren gebogen. De wants heeft net als Tingis reticulata en Tingis crispata haartjes langs de rand van het halsschild. Bij Tingis crispata zijn deze haartjes korter dan bij de rest. Tingis reticulata heeft een middenveld van de vleugels dat minder breed is en minder cellen bevat.

## Leefwijze
De soort kent één generatie per jaar en de volwassen wantsen kunnen van mei tot eind september worden aangetroffen op hennepnetel (Galeopsis). De ninmfen zijn er van juni tot augustus en de volwassen wantsen overleven de winter in het mos en bladafval op de grond.

## Leefgebied
De soort komt voor in heel Europa en Azië tot in Rusland en China. In Nederland is de soort zeldzaam en alleen te vinden in Limburg en Noord-Brabant.